# (12044) Fabbri
(12044) Fabbri est un astéroïde de la ceinture principale.

## Description
(12044) Fabbri est un astéroïde de la ceinture principale. Il fut découvert le 29 mars 1997 à Montelupo par Maura Tombelli et Giuseppe Forti. Il présente une orbite caractérisée par un demi-grand axe de 2,59 UA, une excentricité de 0,14 et une inclinaison de 14,0° par rapport à l'écliptique.

## Compléments